# Agrilus munieri
Agrilus munieri es una especie de insecto del género Agrilus, familia Buprestidae, orden Coleoptera.
Fue descrita científicamente por Brisout de Barneville, en 1883.